# Sanski Most
Sanski Most es una ciudad y municipio de la parte noroccidental de Bosnia y Herzegovina a orillas del río Saná, en la región histórica de Bosanska Krajina entre las localidades de Prijedor y Ključ. Administrativamente forma parte del Cantón de Una-Sana, en la Federación de Bosnia y Herzegovina.

## Historia
Durante la guerra de Bosnia, Sanski Most fue capturada por las fuerzas del ejército de la República Srpska, permaneciendo bajo control serbobosnio desde la primavera de 1992 hasta 1995. En este período gran parte de la población no serbia se marchó o fue obligada a ello. En octubre de 1995, poco antes del final de la guerra, las fuerzas gubernamentales del Ejército de la República de Bosnia-Herzegovina entraron en la ciudad. Esta reconquista derivó en un éxodo masivo de la población serbobosnia.
En 2004, Oštra Luka se segregó de Sanski Most para constituirse en municipio de la República Srpska.

## Economía
Sanski Most acoge tiendas de todo tipo, numerosos cibercafés 3 e incluso un centro comercial de una cadena nacional con restaurantes, hipermercado y comercios variados. En la ciudad se celebra también un mercado las mañanas de los lunes, miércoles, viernes y sábados.

## Localidades
En 1991, el municipio de Sanski Most se encontraba subdividido en 75 localidades:
- Batkovci.
- Bjeline.
- Bojište.
- Bosanski Milanovac.
- Bošnjaci.
- Brdari.
- Budimlić Japra.
- Čaplje.
- Demiševci.
- Donja Kozica.
- Donja Tramošnja.
- Donji Dabar.
- Donji Kamengrad.
- Donji Lipnik.
- Duge Njive.
- Dževar.
- Đedovača.
- Đurići.
- Fajtovci.
- Garevica.
- Glavice.
- Gorice.
- Gornja Kozica.
- Gornja Tramošnja.
- Gornji Dabar.
- Gornji Kamengrad.
- Gornji Lipnik.
- Grdanovci.
- Hadrovci.
- Halilovci.
- Hazići.
- Hrustovo.
- Husimovci.
- Ilidža.
- Jelašinovci.
- Kijevo.
- Kljevci.
- Koprivna.
- Kozin.
- Krkojevci.
- Kruhari.
- Lukavice.
- Lušci Palanka.
- Lužani.
- Majkić Japra Donja.
- Majkić Japra Gornja.
- Marini.
- Miljevci.
- Modra.
- Mrkalji.
- Naprelje.
- Okreč.
- Oštra Luka.
- Otiš.
- Ovanjska.
- Podbriježje.
- Podlug.
- Podovi.
- Podvidača.
- Poljak.
- Praštali.
- Sanski Most.
- Sasina.
- Skucani Vakuf.
- Slatina.
- Stara Rijeka.
- Stari Majdan.
- Suhača.
- Šehovci.
- Škrljevita.
- Tomina.
- Trnova.
- Usorci.
- Vrhpolje.
- Zenkovići.

Como resultado de los acuerdos de Dayton, las localidades de Batkovci, Budimlić Japra, Duge Njive, Garevica, Halilovci, Hazići, Marini, Oštra Luka, Ovanjska, Usorci, así como parte de Donja Kozica, Gornja Kozica, Gornja Tramošnja, Hadrovci, Koprivna, Mrkalji, Podvidača, Sasina, Slatina, Stara Rijeka, Škrljevita et Trnova, se separaron de Sanski Most para formar el municipio de Oštra Luka (República Srpska). Desde entonces, el municipio de Sanski Most se compone de 65 localidades:
- Bjeline.
- Bojište.
- Bosanski Milanovac.
- Bošnjaci.
- Brdari.
- Čaplje.
- Demiševci.
- Donja Kozica (en parte).
- Donja Tramošnja.
- Donji Dabar.
- Donji Kamengrad.
- Donji Lipnik.
- Dževar.
- Đedovača.
- Đurići.
- Fajtovci.
- Glavice.
- Gorice.
- Gornja Kozica (en parte).
- Gornja Tramošnja (en parte).
- Gornji Dabar.
- Gornji Kamengrad.
- Gornji Lipnik.
- Grdanovci.
- Hadrovci (en parte).
- Hrustovo.
- Husimovci.
- Ilidža.
- Jelašinovci.
- Kijevo.
- Kljevci.
- Koprivna (en parte).
- Kozin.
- Krkojevci.
- Kruhari.
- Lukavice.
- Lušci Palanka.
- Lužani.
- Majkić Japra Donja.
- Majkić Japra Gornja.
- Miljevci.
- Modra.
- Mrkalji (en parte).
- Naprelje.
- Okreč.
- Otiš.
- Podbriježje.
- Podlug.
- Podovi.
- Podvidača (en parte).
- Poljak.
- Praštali.
- Sanski Most.
- Sasina (en parte).
- Skucani Vakuf.
- Slatina (en parte).
- Stara Rijeka (en parte).
- Stari Majdan.
- Suhača.
- Šehovci.
- Škrljevita (en parte).
- Tomina.
- Trnova (en parte).
- Vrhpolje.
- Zenkovići.

## Galería

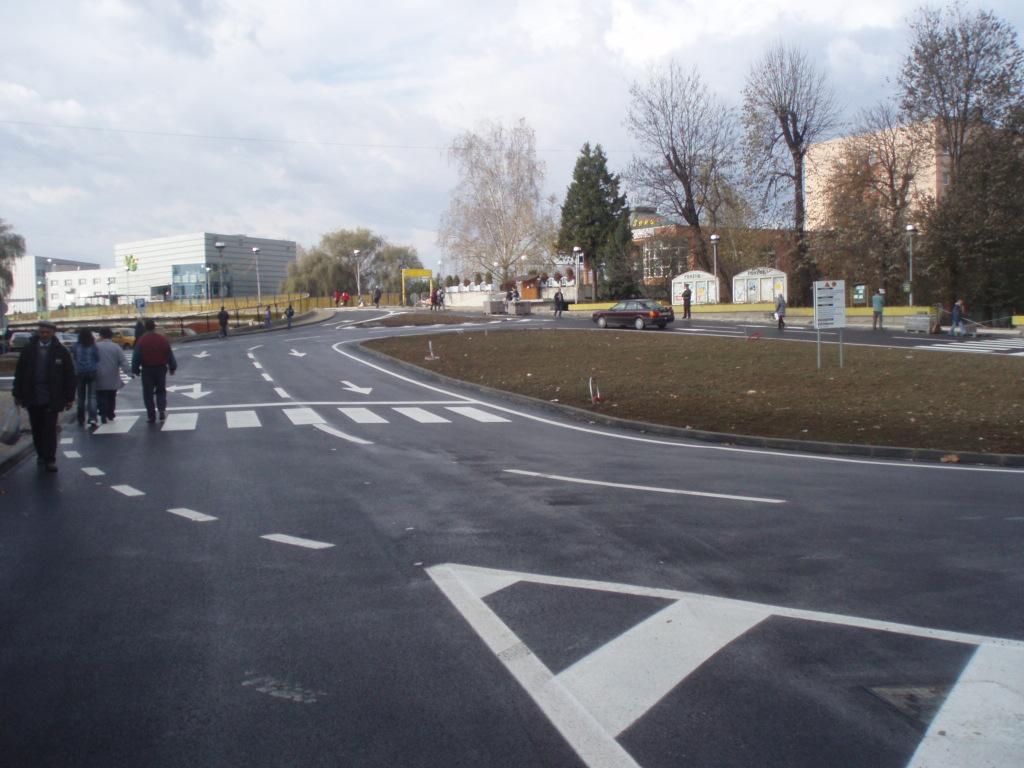
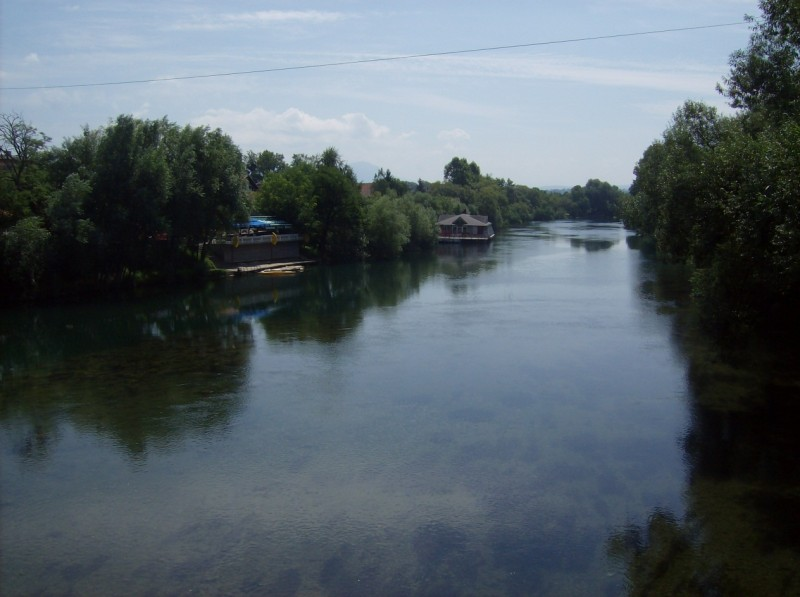
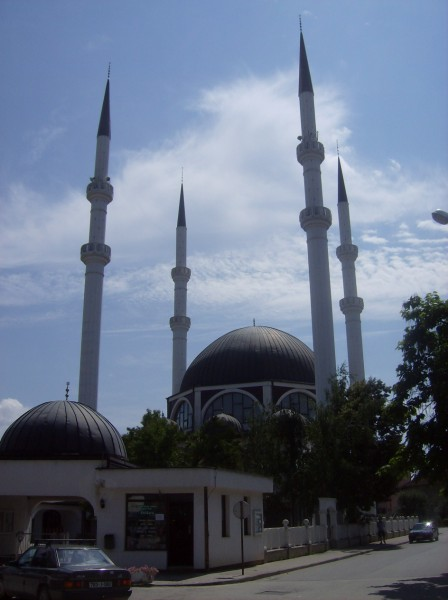
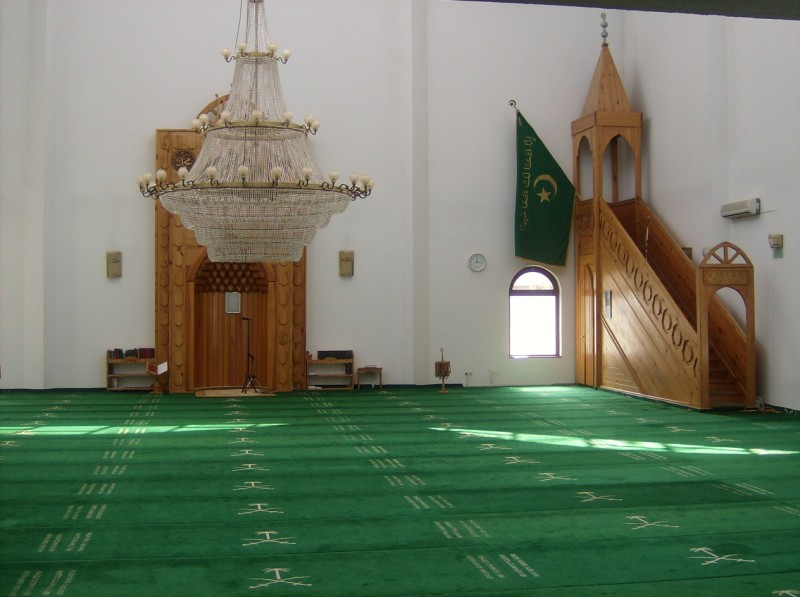
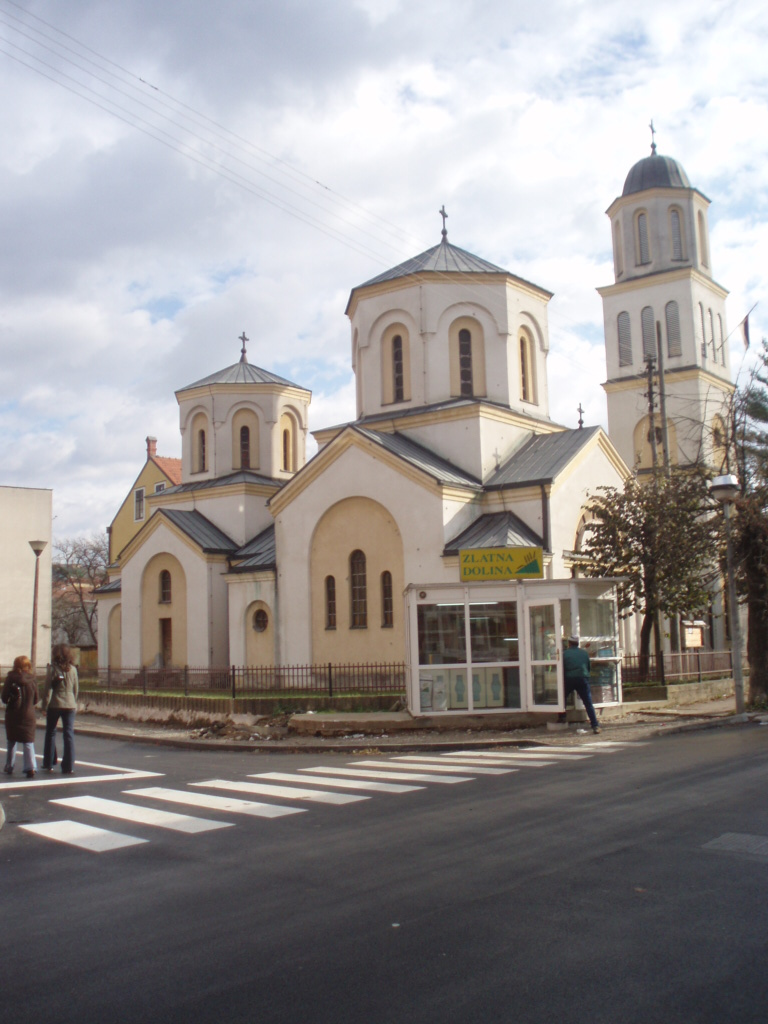
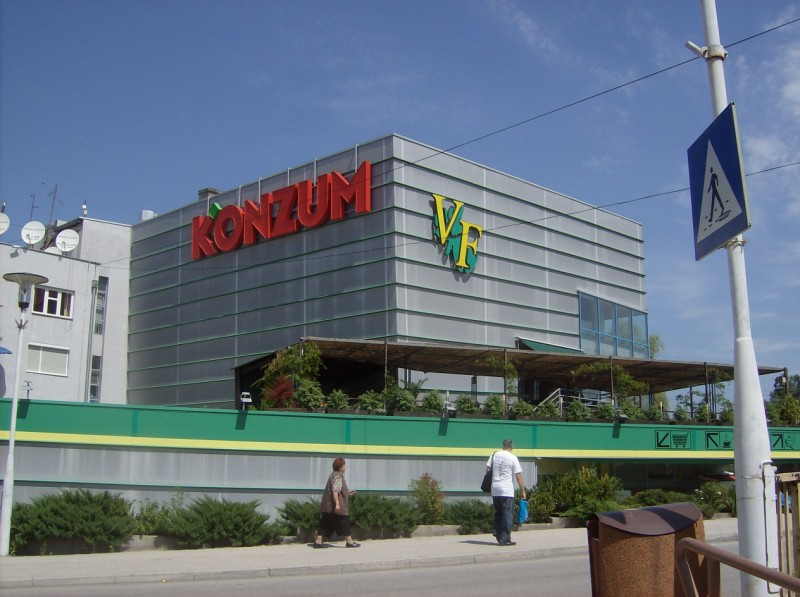

## Demografía
| 'Composición étnica (1991) |         |        |           |        |         |        |            |       |       |       |        |  |  |
| Año                        | Serbios | %      | Bosníacos | %      | Croatas | %      | Yugoslavos | %     | Otros | %     | Total  |  |  |
| 1961                       | 19.156  | 48,52% | 12.350    | 31,28% | 4.844   | 12,27% | 3.014      | 7,63% |       |       | 39.483 |  |  |
| 1971                       | 30.422  | 48,98% | 24.839    | 39,99% | 6.307   | 10,15% | 195        | 0,31% | 339   | 0,57% | 62.102 |  |  |
| 1981                       | 26.619  | 42,61% | 27.083    | 43,36% | 5.314   | 8,51%  | 2.936      | 4,70% |       |       | 62.467 |  |  |
| 1991                       | 25.363  | 42,05% | 28.136    | 46,65% | 4.322   | 7,16%  | 1.247      | 2,06% | 1.239 | 2,08% | 60.307 |  |  |
|                            |         |        |           |        |         |        |            |       |       |       |        |  |  |

El casco urbano de Sanski Most contaba con 17 144 residentes en 1991, distribuidos de la siguiente manera:
- 7.831 serbios (45,67%)
- 7.245 bosníacos (42,25%)
- 901 yugoslavos (5,25%)
- 646 croatas (3,76%)
- 521 Otros (3,03%)

En el año 2009 la población del municipio de Sanski Most era de 44 508 habitantes. La superficie del municipio es de 781 kilómetros cuadrados, con lo que la densidad de población era de 57 habitantes por kilómetro cuadrado. En 2005, el 89% de la población era de etnia bosníaca.